# 亚历山大医院

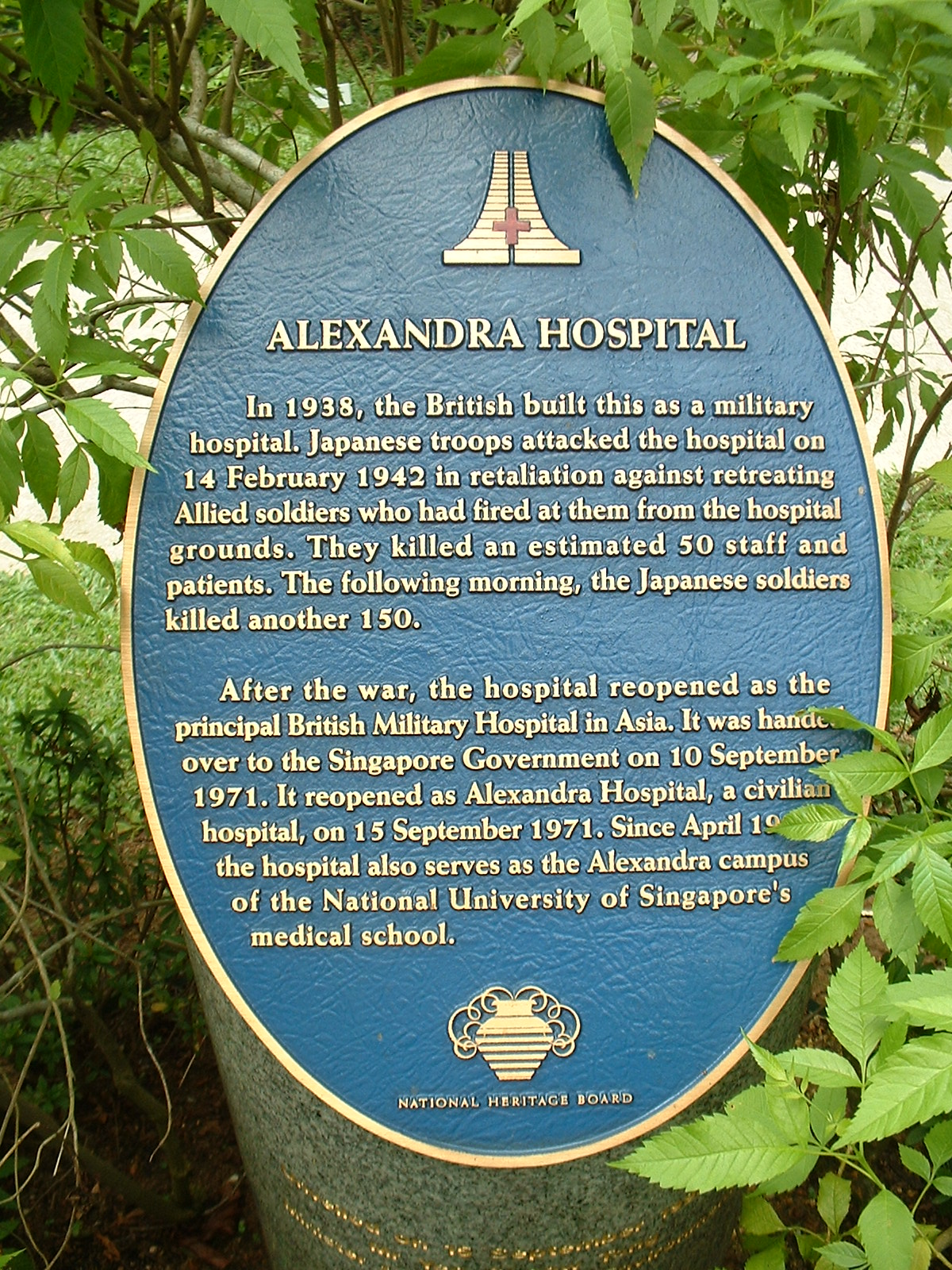
新加坡国家文物局樹立的紀念牌片，紀念著日軍屠殺和戰後醫院擴建的歷史

亞歷山大醫院（英語：Alexandra Hospital），簡稱AH，是新加坡女皇鎮一間由國立大學醫學組織提供急症和社區照顧的公立醫院。
亞歷山大醫院的殖民性建築建於1930年代末。在英國殖民統治時期稱為新加坡英軍醫院，並於1942年2月第二次世界大戰日本侵略新加坡的新加坡戰役期間，進行了大屠殺的地點。在新加坡解放後，醫院恢復由英國管理，並於1971年9月11日交由新加坡政府。此後該醫院經過四次改變管理，最後一次於2018年6月1日交由國立大學醫學組織營運。

## 花園
醫院的花園內栽種了500種的植物，吸引了過百種的蝴蝶在這裡棲息。園內亦放置了1個日軍屠殺事件的紀念牌片，以警後世。